# Donald Garrett
Donald Garrett (El Dorado, 1932. február 28. – Chicago, 1989. augusztus 4.) amerikai dzsesszzenész, multi-instrumentalista: nagybőgőzött, klarinétozott, fuvolázott.

## Pályafutása
Garrett Chicagóban nőtt fel. A DuSable High Schoolban Walter Dyett klarinétozni és bőgőzni is taníttotta. A a mentora az 1950-es években Sonny Rollins volt. 1960-ban részt vett Rahsaan Roland „Roland Kirk” című albumának felvételein. Akkoriban főleg Muhal Richard Abramsszel dolgozott, ugyanis tagja lett Abrams avantgárd zenekarának.
1960-62 között Ira Sullivannel, valamivel később pedig Eddie Harrisszel is játszott és lemezfelvételeket is készítettek.
1965-ben Los Angelesbe költözött. Ott Pharoah Sandersszel, Dewey Redmannel és Monty Watersszel egy big bandet vezetett. Közben John Coltrane-nel is dolgozott, az együttessel pedig turnézott a nyugati parton.
Játszott John Coltrane négy albumán („Kulu Sé Mama, Selflessness, Live in Seattle, Om”). 1971-től a feleségével − a multi-instrumentalista Kali Fasteau-val − dolgozott, és beutazta vele a fél világot. Ők ketten nemzetközi turnéra mentek Archie Sheppel. Egy évig  kvartettben játszottak Glenn Spearmannel és Jay Oliverrel a „Sea Ensemble” néven. Később Roscoe Mitchellel egyre inkább érdekelni kezdte más kultúrák zenéje is, illetve az, amit később világzenének neveztek el.
Garrett dolgozott Gene Ammonsszal, Johnny Griffinnel, Sonny Simmonsszal, Bobby Hutchersonnal, Roy Haynesszal, Shirley Scotttal, Sonny Stittel, Joe Hendersonnal, Beaver Harrisszel, Clifford Jordannel, Frank Wright-tal, Mwata Bowdennel, Billy Banggel, Frank Lowe-val, Joseph Jarmannel, Jean-Luc Pontyval és Butch Morrisszal is.

## Fordítás
Ez a szócikk részben vagy egészben  a   Donald Garrett című német Wikipédia-szócikk ezen változatának fordításán alapul.  Az eredeti cikk szerkesztőit annak laptörténete sorolja fel. Ez a jelzés csupán a megfogalmazás eredetét és a szerzői jogokat jelzi, nem szolgál a cikkben szereplő információk forrásmegjelöléseként.